# Li Song

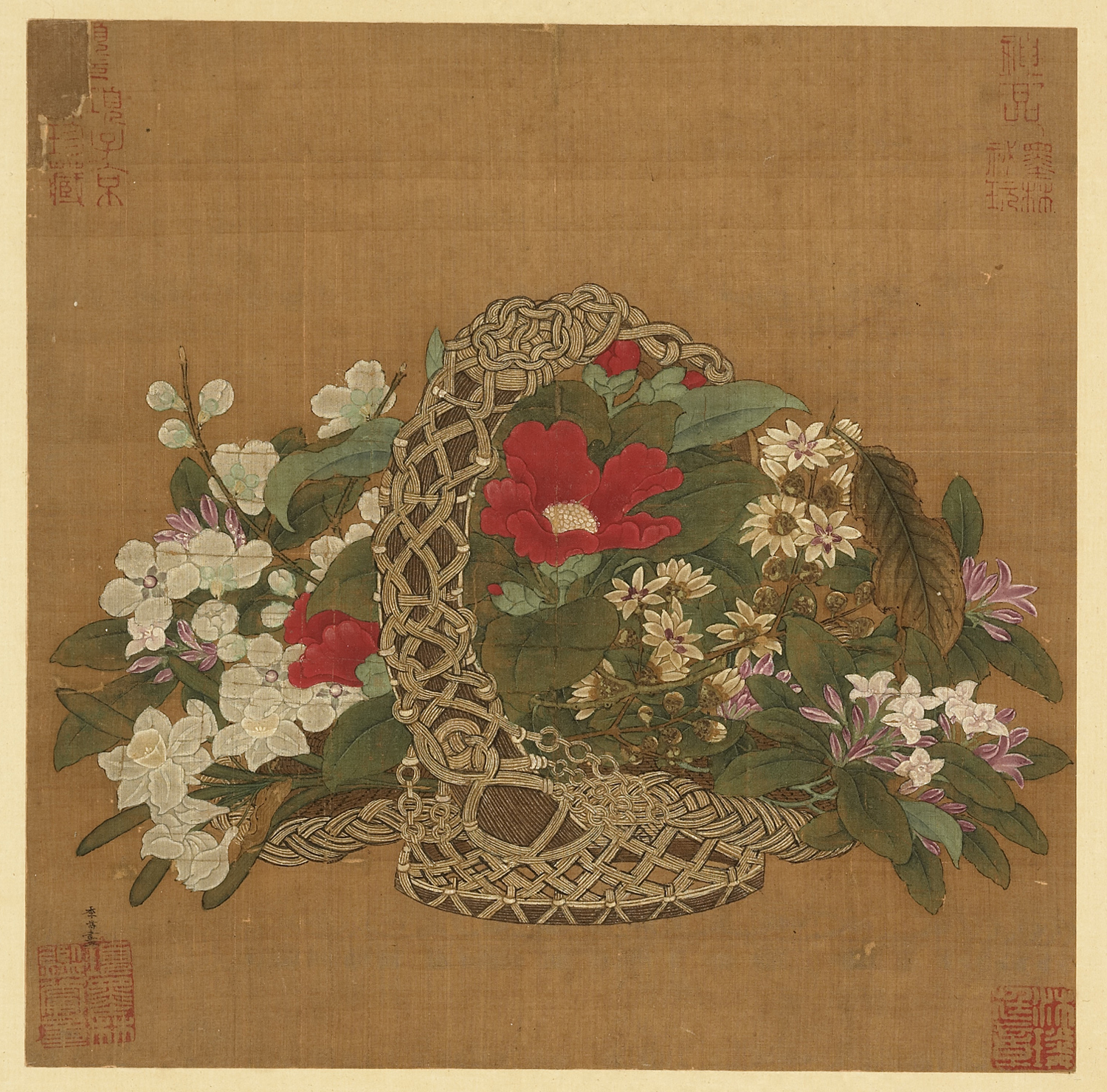
Mand met bloemen, zesde blad uit Verzamelde schilderingen door de eeuwen heen. In een rotanmand staan bloemen uit de vroege lente gerangschikt. De kruisende bloemstelen creëren een complexe compositie, maar het penseelwerk is ongedwongen. Ook de uitbundige kleuren zijn een typisch voorbeeld van de academische Song-stijl.

Li Song (李嵩; 1166–1243) was een Chinees kunstschilder uit de Song-periode.
Li was een inwoner van Qiantang, het huidige Hangzhou in de provincie Zhejiang. Hij was aanvankelijk timmerman van beroep, maar werd later in huis genomen door Li Congshun (fl. 1120–1160), een schilder-in-opleiding (daizhao) op de Hanlin-academie. Uiteindelijk werd ook Li Song een schilder-in-opleiding en diende van 1190 tot 1230 als hofschilder voor de keizers Guangzong, Ningzong en Lizong. Hij was gespecialiseerd in monochrome landschappen, portretten en bloemschilderingen.